# Atractylis cancellata
Espèce
Atractylis cancellata, ou atractyle en treillis, est une espèce de plantes à fleurs de la famille des Asteraceae qui vit sur le pourtour méditerranéen. 

## Statut de protection
En France, l'espèce est protégée sur l'ensemble du territoire métropolitain.